# Satanic Warmaster
Satanic Warmaster est un groupe (one man band) de black metal finlandais, originaire de Lappeenranta. Il est formé par Lauri Penttilä, alias Satanic Tyrant Werewolf, qui a débuté en 1999. Satanic Warmaster compte des dizaines de milliers d'albums vendus à l'international. Le groupe a tourné dans de nombreux pays comme l'Allemagne, la Russie, le Mexique, le Japon et l'Italie.

## Biographie
Satanic Warmaster est lancé dans les pensées de Satanic Tyrant Werewolf en 1998 alors qu'il faisait partie d'Horna,,.  Cependant, la première production musicale survint en 1999 lorsqu'il quitte Horna. Il participe aussi à d'autres projets musicaux tels que Pest, Blasphemous Evil, Shatargat et Blutrache. Satanic Tyrant Werewolf est aussi connu sous le pseudonyme de Nazgul Von Armageddon. Satanic Tyrant Werewolf joue tous les instruments et fait également le chant. Il fait aussi partie de plusieurs autres formations musicales telles que Horna, Incriminated, The True Werewolf et Krieg. Il ne veut pas que son vrai nom soit publié.
En novembre 2014, leur EP Fimbulwinter atteint la 14e place des classements musicaux finlandais.

## Style musical et thèmes
La musique de Satanic Warmaster est violente et crue et se catégorise dans le raw black metal. La voix de Satanic Tyrant Werewolf est haute.
Les thèmes principaux abordés par Satanic Warmaster sont le satanisme, la nature, l'occultisme et les sujets reliés à la guerre,. Pour Satanic Tyrant Werewolf, le satanisme est une idéologie pan-européenne individualiste utilisant les forces sombres de la nature et du cosmos pour la destruction de manière créative. L'histoire et le folklore de l'Europe sont aussi abordés abondamment de manière nostalgique. Satanic Tyrant Werewolf avoue aussi avoir été influencé par l'histoire de l'Allemagne sous le Troisième Reich. Cependant, il dit chanter contre le judaïsme au même titre qu'il chante contre le christianisme dans l'optique de l'idéologie satanique.

## Membres

### Membre actuel
- Satanic Tyrant Werewolf (Lauri Penttilä) - tous les instruments[15]

### Anciens membres de session
- Lord Sargofagian - batterie sur Opferblut[7]
- Warlord Torech  - guitare[7]
- Nigrantium  - batterie de session
- T.H.  - guitare
- Vholm  -  batterie

## Discographie

### Démos et EPS
- 2000 : Bloody Ritual
- 2000 : Gas Chamber
- 2002 : Black Katharsis
- 2004 : ...of the Night
- 2000 : Werewolf Hate Attack
- 2007 : Revelation
- 2010 : Nachzehrer
- 2010 : Ondskapens Makt / Forgotten Graves
- 2011 : Winter's Hunger / Torches
- 2012 : In Eternal Fire / Ghost Wolves
- 2014 : Fimbulwinter

### Splits
- 2003 : Krieg / Satanic Warmaster (avec Krieg)
- 2003 : The True Face of Evil (avec The True Frost)
- 2004 : Akitsa / Satanic Warmaster (avec Akitsa)
- 2004 : Gestapo 666 / Satanic Warmaster (avec Gestapo 666)
- 2004 : Clandestine Blaze / Satanic Warmaster (avec Clandestine Blaze)
- 2006 : Satanic Warmaster/Stutthof (avec Stutthof)
- 2007 : Aryan Blood / Satanic Warmaster (avec Aryan Blood)
- 2007 : Mütiilation / Drowning the Light / Satanic Warmaster (avec Mütiilation et Drowning the Light)
- 2008 : Southern / Carelian - Black Metal Holocaust (avec Evil)
- 2008 : Behexen / Satanic Warmaster (avec Behexen)
- 2009 : Leichenfeuer / Majesty of Wampyric Blood (avec Totenburg)
- 2015 : Lux Satanae (Thirteen Hymns of Finnish Devil Worship) (avec Archgoat)

### Compilations
- 2005 : Black Metal Kommando / Gas Chamber
- 2006 : Revelation... of the Night